# 1912.
◄ | 19. stoljeće | 20. stoljeće | 21. stoljeće | ►
◄ | 1880-ih | 1890-ih | 1900-ih | 1910-ih | 1920-ih | 1930-ih | 1940-ih | ►
◄◄ | ◄ | 1909. | 1910. | 1911. | 1912. | 1913. | 1914. | 1915. | ► | ►►
Arhitektura • Astronomija • Biologija • Film • Fotografija • Glazba • Kazalište • Kemija • Kiparstvo • Knjige • Književnost • Kršćanstvo • Meteorologija • Medicina • Planinarstvo • Politika • Pravo • Promet • Slikarstvo • Strip • Šport • Televizija • Znanost • Zrakoplovstvo • Željeznički promet

## Događaji
- 1. siječnja – Počela se primjenjivati Jezična naredba austrijskog ministra Bienertha od 26. travnja 1909. kojom je hrvatski jezik uveden u potpunosti kao službeni jezik u Dalmaciji.[1]
- 1. siječnja – U Švicarskoj na snagu je stupio civilni zakonik.
- 1. siječnja – U Velikoj Britaniji je podržavljena cjelokupna telefonija.
- 12. veljače – Posljednji kineski car Pu Yi odstupa s vlasti.
- 13. travnja – Pri Hrvatskome športskom savezu osnovana Sekcija za automobilizam. Ovaj nadnevak uzima se za početak djelovanja automobilističkog strukovnog saveza u Hrvatskoj.[2]
- 14. travnja – Na svome prvom putovanju, britanski prekooceanski putnički brod Titanic udario je u ledeni brijeg i potonuo je.
- 5. svibnja – Dragutin Novak, prvi hrvatski pilot, pobjeđuje na aeromitingu u Grazu gdje doživljava pad.
- 5. svibnja – U Zagrebu službeno otvoren stadion u Maksimiru.
- 11. svibnja – Utemeljen VK Vukovar.
- 13. lipnja – U Zagrebu osnovan Hrvatski nogometni savez.
- 8. rujna – Održana prva automobilistička utrka za Prvenstvo Hrvatske i Slavonije, a vozači su ju odvozili na relaciji Zagreb – Varaždin – Zagreb.[2]
- 8. listopada – Crna Gora objavila je rat Osmanskom Carstvu nakon višetjedne napetosti između država Balkanskog saveza (Crna Gora, Bugarska, Srbija i Grčka) i Carstva; ostale su je članice saveza slijedile deset dana poslije (Prvi balkanski rat)
- 28. studenog – Albanija proglasila neovisnost od Osmanskog Carstva
- Elemer Vajda otvorio je mali pogon Vajda u Čakovcu, a 1922. izgradnjom suvremene hladnjače postaje najznačajniji prerađivač i izvoznika peradi, divljači i jaja na ovim prostorima.[3][4]
- s radom je započela tvornica "Tvornica Sveti Juraj", Kaštel Sućurac, danas u okviru tvornice Cemex[5]

## Rođenja

### Siječanj – ožujak
- 28. siječnja – Jackson Pollock, američki slikar († 1956.)
- 30. siječnja – Barbara W. Tuchman, američka povjesničarka († 1989.)
- 7. veljače – Šime Balen, hrvatski novinar, političar, putopisac i prevoditelj († 2004.)
- 1. ožujka – Josip Tabak, hrvatski prevoditelj, pisac, esejist, novinar i književni kritičar († 2007.)
- 16. ožujka – Ana Bešlić, hrvatska kiparica iz Vojvodine († 2008.)
- 2. ožujka – Vinko Nikolić, hrvatski emigrantski pisac i novinar († 1997.)
- 22. ožujka – Karl Malden, američki glumac († 2009.)
- 23. ožujka – Wernher von Braun, američki izumitelj njemačkog porijekla († 1977.)

### Travanj – lipanj
- 15. travnja – Kim Il-Sung, komunistički vođa Sjeverne Koreje († 1994.)
- 19. travnja – Glenn Theodore Seaborg, američki kemičar i nobelovac († 1999.)
- 22. svibnja – Herbert Charles Brown, dobitnik Nobelove nagrade za kemiju († 2004.)
- 26. svibnja – Balint Vujkov, hrvatski književnik  († 1987.)
- 28. svibnja – Patrick White, australski književnik († 1990.)
- 6. lipnja – Fran Kancelak, hrvatski književnik († 2003.)
- 18. lipnja – Bernadeta Banja, hrvatska katolička redovnica, mučenica i blaženica († 1941.)
- 19. lipnja – Ljudevit Pelzer, hrvatski arhitekt (†1984.)
- 23. lipnja – Alan Turing, britanski matematičar, kriptograf, i teoretičar računarstva († 1954.)

### Srpanj – rujan
- 14. srpnja – Dominik Barač, hrvatski dominikanac, sociolog († 1945.)
- 21. srpnja – Dinko Štambak, hrvatski književnik († 1989.)
- 4. kolovoza – Raoul Wallenberg, švedski humanist († 1947.)
- 30. kolovoza – Ivana Batušić, hrvatska romanistica, sveuč. profesorica francuskog (†2010.)
- 15. kolovoza – Wendy Hiller, britanska glumica († 2003.)

### Listopad – prosinac
- 17. listopada – Ivan Pavao I., papa († 1978.)
- 15. studenog – Branko Belan, hrvatski filmski redatelj i književnik († 1986.)
- 15. studenog – Ivana Lang, hrvatska skladateljica († 1982.)
- 20. studenog – Otto von Habsburg, austrijski nadvojvoda († 2011.)
- 8. prosinca – Jura Zojfer, austrijski pisac († 1939.)
- 19. prosinca – Veljko Kovačević, narodni heroj Jugoslavije († 1994.)
- 23. prosinca – Gene Kelly, američki filmski glumac († 1996.)
- 29. prosinca – Frane Franić, hrvatski nadbiskup i metropolit († 2007.)

## Smrti

### Siječanj – ožujak
- 30. ožujka – Karl May, njemački književnik (* 1842.)

### Travanj – lipanj
- 10. travnja – Vatroslav Kolander, hrvatski orguljaš i skladatelj († 1848.)
- 20. travnja – Bram Stoker, irski književnik, autor romana Drakula (* 1847.)
- 19. svibnja – Bolesław Prus, poljski književnik (* 1847.)
- 30. svibnja – Wilbur Wright, američki pionir aviacije i graditelj aviona (* 1867.)
- 12. lipnja – Frédéric Passy, francuski humanist (* 1822.)

### Srpanj – rujan
- 26. kolovoza – Mijo Vjenceslav Batinić, pisac (* 1846.)

### Listopad – prosinac
- 9. prosinca – Carl Justi, njemački filozof i povjesničar umjetnosti (* 1832.)

### Nepoznat datum smrti
- Adam Mandrović, hrvatski kazališni glumac i redatelj (* 1839.)

## Nobelova nagrada za 1912. godinu
- Fizika: Gustaf Dalén
- Kemija: François Auguste Victor Grignard i Paul Sabatier
- Fiziologija i medicina: Alexis Carrel
- Književnost: Gerhart Hauptmann
- Mir: Elihu Root

## Vanjske poveznice
|  | Zajednički poslužitelj ima još gradiva o temi 1912. |